# Lellingen
Lellingen (lb. Lellgen) – wieś (Uertschaft) w północnym Luksemburgu, w kantonie Wiltz, w gminie Kiischpelt. Do 3 października 2015 miejscowość leżała w dystrykcie Diekirch, a do 31 grudnia 2005 należała do gminy Wilwerwiltz. Liczy 107 mieszkańców (31 grudnia 2022). 